# Minne Modderman
Minne Modderman (Sintjohannesga, 21 juni 1948) is een voormalig Nederlands voetbalscheidsrechter die van 1986 tot 1989 in de Eredivisie floot. In 1987 wordt hij op de B-lijst van de KNVB gezet. In 1986 floot hij echter al wedstrijden in het betaald voetbal. In 1991 keerde hij terug naar de amateurs. Na zijn carrière als scheidsrechter werd hij voorzitter van de scheidsrechterszaken regio Noord. Daar is hij nog steeds actief als coach van scheidsrechters. Daarnaast coacht Modderman een aantal scheidsrechters in het betaald voetbal.
- Lijst van voetbalscheidsrechters